# Margaret Seymour

Stemma della famiglia Seymour

Margaret Seymour (Wulfhall, 1540 – ...) è stata una nobile e scrittrice inglese.

## Biografia
Era figlia di Edward Seymour, I duca di Somerset e della seconda moglie Anne Stanhope.
Come le sorelle Anna e Jane fu scrittrice e appassionata di letteratura. La fama delle sorelle scrittrici giunse anche all'estero. Secondo gli umanisti francesi, Margaret appariva la più dotata tra le tre.
Tra i lavori delle sorelle si ricorda Hecatodistichon, 103 distici latini composti per la tomba di Margherita di Valois, pubblicati a Parigi nel 1550.
Per volere di loro padre, protagonista della scena politica con la nomina a Lord Protettore per il nipote Edoardo VI d'Inghilterra, le sorelle ricevettero un'educazione umanistica diretta ad un loro futuro ruolo come principesse o degne consorti della più alta nobiltà inglese. Negli ambiziosi piani politici del duca infatti le figlie giocavano un ruolo rilevante: Jane sarebbe stata destinata infatti a sposare Edoardo VI, se gli intrighi paterni non fossero stati svelati e il duca condannato a morte per tradimento nel 1552.
Due anni prima invece Anna venne data in sposa a John Dudley, che come il padre John Dudley, I duca di Northumberland e il suocero Edward finì alla Torre con l'accusa di complotto e alto tradimento.
Ai tragici avvenimenti della famiglia Seymour però Margaret non poté mai assistere.
Insieme alle sorelle è ricordata nell'opera Memoirs of British Ladies di George Ballard. Il poeta Nicholas Denisot, autore de Pléiade e tutore dei fratelli Seymour, le dedicò la novella L'amant resuscité de la mort d'amour.